# Pat Mastelotto

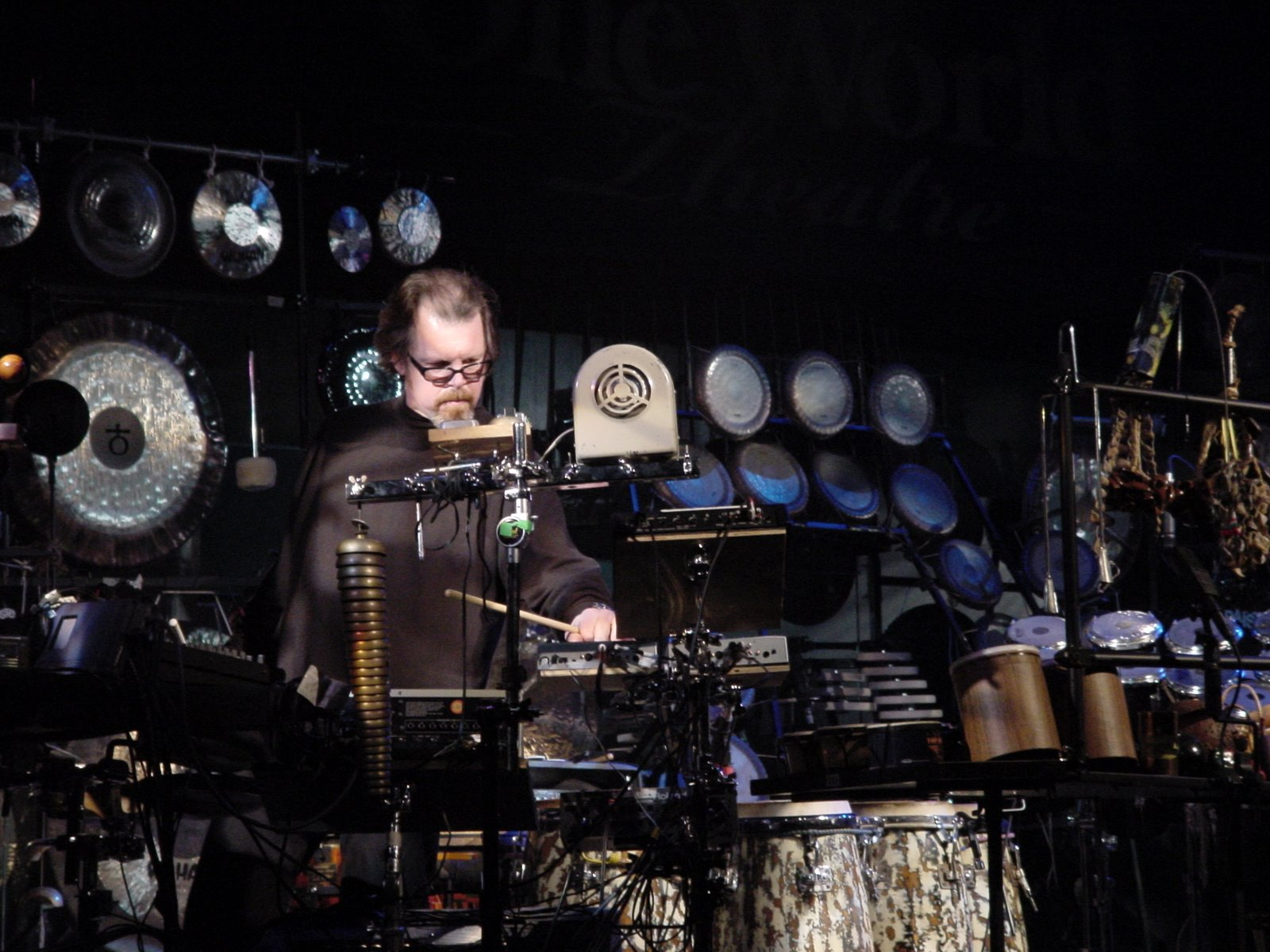
Pat Mastelotto, 2003

Lee Patrick Mastelotto (* 10. September 1955 in Chico, Kalifornien) ist ein US-amerikanischer Rock-Schlagzeuger.
Mastelotto begann das Schlagzeugspiel im Alter von 10 Jahren. Mit 16 spielte er in lokal bekannten Bands der Region. Seit Beginn der 1970er Jahre arbeitete er dann als Sessionmusiker für Bands und Musiker wie Al Jarreau, die Pointer Sisters, Kenny Loggins, Patti LaBelle, XTC, Hall & Oates, David Sylvian, The Rembrandts, Cock Robin, KTU und Peter Kingsbery. Kommerzielle Erfolge konnte er mit der US-amerikanischen Pop-Rock-Band Mr. Mister feiern, die zwischen 1982 und 1990 bestand. Seit 1994 ist er Mitglied der Progressive-Rock-Formation King Crimson und ist an vielen, als ProjeKcts bezeichneten Seitenprojekten der Band beteiligt. Weiterhin gibt es Beteiligungen an mehr oder weniger umfangreichen Bandaktivitäten wie z. B. Stick Men mit Tony Levin und Markus Reuter, TU mit Trey Gunn, O.R.k  mit Colin Edwin, Lorenzo Esposito Fornasari (LEF) und Carmelo Pipitone, Tuner mit Markus Reuter, KOMARA mit David Kollar und Paolo Raineri oder im Schlagzeugduett mit Terry Bozzio. 2021 veröffentlichte er mit seiner Ehefrau Deborah unter dem Titel The Mastelottos – A Romantic's Guide to King Crimson ein Album mit neu arrangierten King-Crimson-Titeln.

## Diskografie
| Jahr | Bandprojekt                                               | Titel                                                        |
| ---- | --------------------------------------------------------- | ------------------------------------------------------------ |
| 1983 | Martin Briley                                             | One Night with a Stranger                                    |
| 1984 | Mr. Mister                                                | I Wear the Face                                              |
| 1985 | Mr. Mister                                                | Welcome to the Real World                                    |
| 1987 | Mr. Mister                                                | Go On...                                                     |
| 1989 | XTC                                                       | Oranges & Lemons                                             |
| 2010 | Mr. Mister                                                | Pull (Recorded 1989-1990)                                    |
| 1994 | King Crimson                                              | Vrooom                                                       |
| 1995 | King Crimson                                              | THRAK                                                        |
| 1995 | King Crimson                                              | B'Boom: Live in Argentina                                    |
| 1996 | King Crimson                                              | Thrakattak                                                   |
| 1998 | ProjeKct Four                                             | West Coast Live                                              |
| 1998 | ProjeKct Four                                             | Live in San Francisco/The Roar of P4                         |
| 1999 | ProjeKct Three                                            | Masque                                                       |
| 1999 | ProjeKct Three                                            | Live in Austin, TX                                           |
| 1999 | King Crimson                                              | The ProjeKcts                                                |
| 1999 | King Crimson                                              | The Deception of the Thrush: A Beginners' Guide to ProjeKcts |
| 2000 | Bozzio / Mastelotto                                       | Bozzio / Mastelotto                                          |
| 2000 | ProjeKct X                                                | Heaven and Earth                                             |
| 2000 | Mastica                                                   | 99                                                           |
| 2000 | King Crimson                                              | the construKction of light                                   |
| 2000 | King Crimson                                              | Heavy ConstruKction                                          |
| 2001 | King Crimson                                              | Level Five                                                   |
| 2001 | King Crimson                                              | Vrooom Vrooom                                                |
| 2001 | BPM&M                                                     | XtraKcts & ArtifaKcts                                        |
| 2002 | Rhythm Buddies (TU)                                       | Thunderbird Suite                                            |
| 2002 | Mastica                                                   | MasTicAttack                                                 |
| 2002 | California Guitar Trio with Tony Levin and Pat Mastelotto | CG3+2                                                        |
| 2002 | King Crimson                                              | Happy with What You Have to Be Happy With                    |
| 2003 | King Crimson                                              | The Power to Believe                                         |
| 2003 | King Crimson                                              | EleKtrik: Live in Japan                                      |
| 2003 | TU                                                        | TU                                                           |
| 2005 | TU                                                        | Official Bootleg                                             |
| 2005 | Tuner                                                     | TOTEM                                                        |
| 2005 | KTU                                                       | 8 Armed Monkey                                               |
| 2007 | Tuner                                                     | POLE                                                         |
| 2007 | M.P.TU                                                    | M.P.TU                                                       |
| 2008 | Tuner                                                     | MÜÜT                                                         |
| 2008 | Pat Mastelotto & Pamelia Kurstin                          | Tunisia                                                      |
| 2009 | Tuner                                                     | ZWAR                                                         |
| 2009 | KTU                                                       | Quiver                                                       |
| 2009 | Stick Men                                                 | Stick Men [A Special Edition]                                |
| 2010 | Stick Men                                                 | Soup                                                         |
| 2011 | TU                                                        | Live in Russia                                               |
| 2011 | Stick Men                                                 | Absalom EP                                                   |
| 2011 | Stick Men                                                 | Live in Montevideo 2011                                      |
| 2011 | Stick Men                                                 | Live in Buenos Aires 2011                                    |
| 2012 | Stick Men                                                 | Open                                                         |
| 2013 | Stick Men                                                 | Deep                                                         |
| 2013 | The Crimson ProjeKCt                                      | Official Bootleg Live 2012                                   |
| 2014 | Stick Men                                                 | Power Play                                                   |
| 2014 | Stick Men                                                 | Unleashed: Live Improvs 2013                                 |
| 2014 | The Crimson ProjeKCt                                      | Live in Tokyo                                                |
| 2014 | Pat Mastelotto, Tobias Ralph                              | ToPaRaMa                                                     |
| 2015 | KoMaRa                                                    | KoMaRa                                                       |
| 2015 | O.R.k                                                     | Inflamed Rides                                               |
| 2015 | King Crimson                                              | Live at the Orpheum                                          |
| 2015 | King Crimson                                              | Live EP 2014 (Vinyl Cyclops Picture Disc)                    |
| 2016 | King Crimson                                              | Live in Toronto                                              |
| 2016 | King Crimson                                              | Radical Action to Unseat the Hold of Monkey Mind             |
| 2016 | Stick Men feat. David Cross                               | Midori: Live in Tokyo                                        |
| 2016 | Stick Men                                                 | Prog Noir                                                    |
| 2017 | O.R.k                                                     | Soul of an Octopus                                           |
| 2017 | King Crimson                                              | Heroes - Live in Europe, 2016                                |
| 2017 | Tuner                                                     | FACE                                                         |
| 2017 | King Crimson                                              | Live in Chicago                                              |
| 2017 | Stick Men feat. Mel Collins                               | Roppongi - Live in Tokyo 2017                                |
| 2019 | O.R.k.                                                    | Ramagehead                                                   |
| 2020 | David Cross and Peter Banks                               | Crossover                                                    |
| 2021 | The Mastelottos                                           | A Romantic's Guide to King Crimson                           |
| 2021 | Frost*                                                    | Day and Age                                                  |
| 2022 | O.R.k                                                     | Screamnasium                                                 |
| 2023 | Tu-Ner                                                    | T-1 Contact Information                                      |
| 2024 | Tu-Ner                                                    | T-2 For Lovers                                               |
| 2025 | O.R.k                                                     | Firehose of Falsehoods                                       |